# Мандалай (округ)
Мандала́й (бирм. မန္တလေး — Мандале) — административная область в Мьянме. Находится в центре страны, граничит с административными округами Сикайн, Магуэ и Пегу и с национальными округами Шан и Карен. Административный центр — город Мандалай. Другие крупные города — Мейтхила, Мемьо, Могоу, Мьинджан, Яметин. На юге находится город Пьинмана, в окрестности которого была построена новая столица Нейпьидо.

## Административное деление
В округе 7 районов, 30 городов, 2 320 посёлков.  
- Чаусхе
- Мандалай
- Мейтхила
- Мьинджан
- Ньяуну
- Пииноолвин (Pyinoolwin)
- Яметин

## Демография
Население — 8 563 619 человек. Плотность населения — 231,30 чел./км². Бирманцы составляют большинство населения. В городе Мандалай и в пригородах имеются сообщества китайцев и индийцев, в городе самая большая мусульманская община Бирмы. На востоке округа проживает значительное количество шанов.

## Экономика

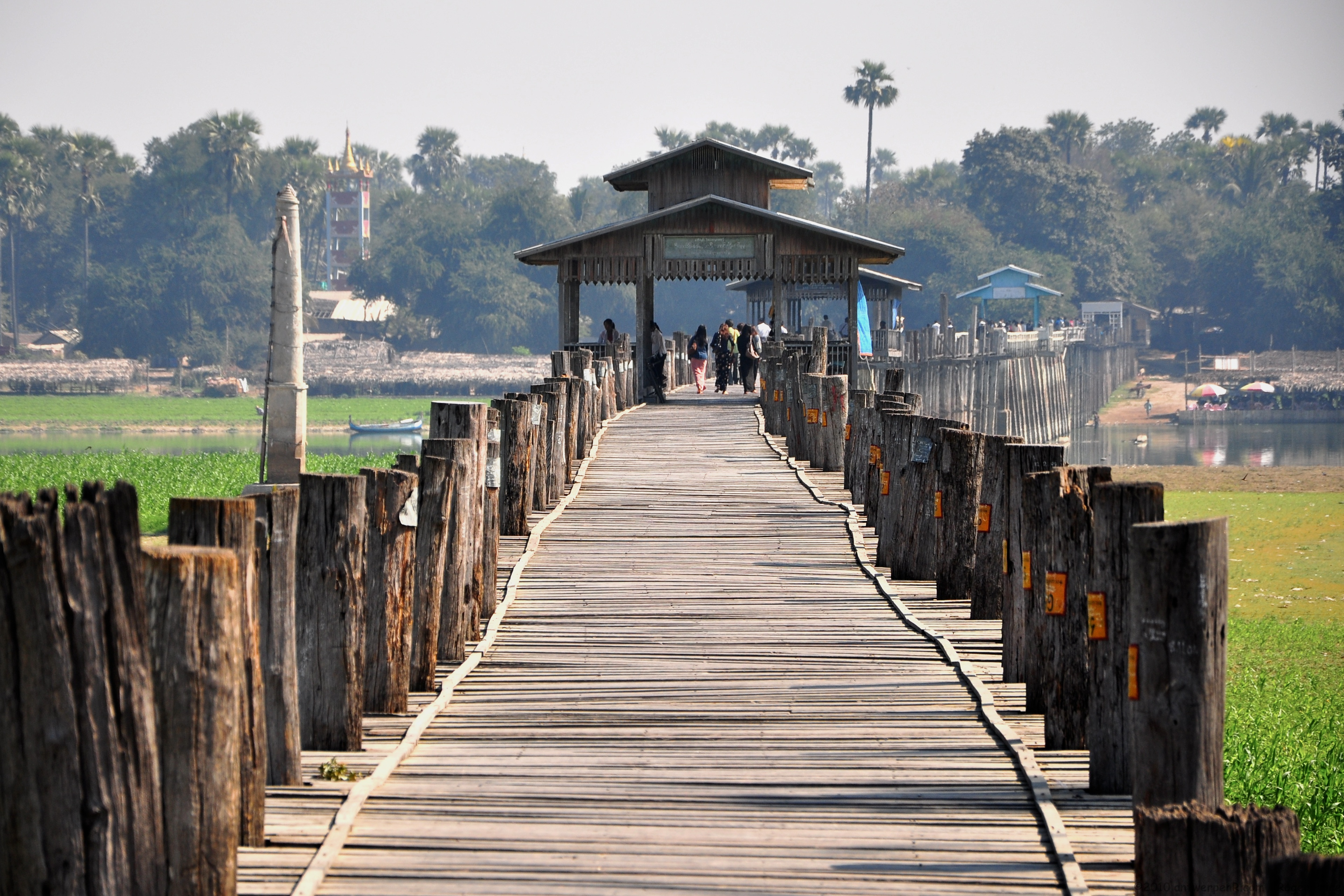
Мост У-Бейн — самый длинный деревянный мост в мире.

Административная область производит 15 % экономики страны.
В административной области активно сельское хозяйство — рис, пшеница, кукуруза, орех, сезам, хлопок, табак, овощи.
Развита алкогольная и текстильная промышленности. Ведётся добыча драгоценных камней.
Много исторических памятников: города, монастыри и археологические зоны Мандалай, Амаяпуя, Паган, Пьин У Львин, гора Поупа, Ава, мост У-Бейн.